# دانیل سوخوروچکو
دانیل سوخوروچکو (اوکراینی: Даниїл Анатолійович Сухоручко؛ زادهٔ ۲۱ فوریهٔ ۲۰۰۰) بازیکن فوتبال است.
از باشگاه‌هایی که در آن بازی کرده‌است می‌توان به باشگاه فوتبال آرسنال کی‌یف اشاره کرد.